# Eiphosoma saranum
Eiphosoma saranum là một loài tò vò trong họ Ichneumonidae.